# 中津川合同庁舎
中津川合同庁舎（なかつがわごうどうちょうしゃ）は、岐阜県中津川市にある、国の機関が入居する庁舎（合同庁舎）である。

## 概要
- 1995年（平成7年）竣工。

## 入居官庁
- 岐阜地方法務局中津川支局
- 国税庁名古屋国税局中津川税務署
- 岐阜労働局高山公共職業安定所（ハローワーク中津川）

## 交通アクセス
- 中央本線「中津川駅」下車、徒歩約25分
- 北恵那交通「中津川合同庁舎前」バス停より徒歩すぐ
  - 中津川駅前より川上線「王子製紙前」「恵那山ウェストン公園」「市役所（循環）」行き

## 周辺施設
- 中津川市役所
- 中津川警察署
- 中津川市消防本部
- 中津川文化会館
- 中津川市健康福祉会館
- 中津川簡易裁判所
- 国土交通省中部地方整備局多治見砂防国道事務所中津川出張所